# Акжайыкская овца
Акжайыкская порода овец мясо-шёрстного полутонкорунного направления. Порода выведена в Западном Казахстане в 1967—1996 путём сложного скрещивания местных грубошёрстных овец с породами линкольн, ромни-марш и казахской мясошёрстной полутонкорунной. Настриг шерсти у баранов 4,6—5,1 кг, у маток 2,5—2,8 кг. От Акжайыкской породы получают около 60% производимой в Казахстане краснобредной шерсти[неизвестный термин], которая используется для изготовления качеств, тканей. Разводят в Западно-Казахстанской области.